# Raul (Vorname)
Raul ist ein männlicher Vorname, der in verschiedenen Sprachen zu finden ist.

## Herkunft und Bedeutung
Raul ist die sehr verschliffene Form von Radolf bzw. Radulf in der Bedeutung ‚Rat‘ und ‚Wolf‘ (entspricht deutsch Ralf bzw. Ralph). Sie kommt über das altfranzösische Raoul in die romanischen Sprachen.

## Varianten
Schreibweisen sind:
- spanisch Raúl
- portugiesisch Raul
- katalanisch Raül
- estnisch Raul (vergl. finnisch Rauli)[1]

## Namenstag
Für die romanischen Varianten:
- 30. Dezember, Heiliger Raoul († 1152), engl. Missionar in Frankreich, Jünger des Bernhard von Clairvaux, Gründer der Abbaye de Vaucelles

Sonst auch:
- 21. Juni Heiliger Radulf († 866)

## Namensträger (alle Schreibformen)

### Künstlername
- Raúl (Raúl González Blanco; * 1977), spanischer Fußballspieler
- Raúl (Raúl Fuentes Cuenca; * 1975), spanischer Popsänger

### Andere

#### A
- Raúl Alarcón (* 1986), spanischer Radrennfahrer
- Raúl Albiol (* 1985), spanischer Fußballspieler
- Raúl Alfonsín (1927–2009), argentinischer Politiker
- Raúl Alonso (* 1979), spanischer Handballtrainer
- Raúl Anguiano (1915–2006), mexikanischer Wandmaler
- Raúl Araiza (* 1964), mexikanischer Schauspieler
- Raúl Arellano (1935–1997), mexikanischer Fußballspieler
- Raul Arnemann (* 1953), estnischer Ruderer

#### B
- Raúl Baduel (1955–2021), venezolanischer Politiker
- Raúl Banfi (1914–1982), uruguayischer Fußballspieler
- Raúl Barboza (* 1938), argentinischer Akkordeonist
- Raúl Bernao (1941–2007), argentinischer Fußballspieler
- Raúl Bobadilla (* 1987), argentinischer Fußballspieler
- Raul de Mesquita Boesel (* 1957), brasilianischer Autorennfahrer
- Raúl Borges (1882–1967), venezolanischer Komponist und Gitarrist
- Raul Germano Brandão (1867–1930), portugiesischer Schriftsteller
- Raúl Bravo (* 1981), spanischer Fußballspieler

#### C
- Raúl Cabanas (* 1986), schweizerisch-spanischer Fußballspieler
- Raul Donazar Calvet (1934–2008), brasilianischer Fußballspieler
- Raul Cançado (* 1981), brasilianischer Straßenradrennfahrer
- Raúl Cárdenas (1928–2016), mexikanischer  Fußballspieler und -trainer
- Raúl Castillo (* 1977), US-amerikanischer Theater- und Filmschauspieler
- Raúl Castro (* 1931), kubanischer Staats- und Regierungschef
- Raul Hector Castro (1916–2015), US-amerikanischer Politiker, Gouverneur von Arizona
- Raúl Antonio Chau Quispe (* 1967), peruanischer Geistlicher, Weihbischof in Arequipa
- Raúl Córdoba (1924–2017), mexikanischer Fußballtorwart
- Raúl Cubas Grau (* 1943), paraguayischer Politiker

#### D
- Raúl Damonte Botana, Künstlername Copi (1939–1987), argentinischer Comiczeichner
- Raul Domingos (20. Jh.), mosambikanischer Politiker
- Raúl Díaz Arce (* 1970), salvadorianischer Fußballspieler

#### E
- Raúl Entrerríos (* 1981), spanischer Handballspieler
- Raúl Esparza (* 1970), US-amerikanischer Schauspieler und Musicaldarsteller
- Raúl Hugo Espoile (1889–1958), argentinischer Komponist
- Raúl Estrada (≈1910–2007), mexikanischer Fußballtorwart

#### F
- Raúl Fernández (* 1978), spanischer Leichtathlet
- Raul Ferrão (1890–1953), portugiesischer Komponist
- Raul Florucz (* 2001), österreichischer Fußballspieler

#### G
- Raúl García (Raúl García Escudero; * 1986), spanischer Radrennfahrer
- Raul Geisler (* 1970), deutscher Komponist und Musikproduzent
- Raúl Gómez (1950–2025), mexikanischer Fußballspieler
- Raúl Gómez González (* 1954), mexikanischer Geistlicher, Erzbischof von Toluca
- Raúl López Gómez (* 1993), mexikanischer Fußballspieler
- Raúl González (* 1952), mexikanischer Geher
- Raúl González Tuñón (1905–1974), argentinischer Journalist und Schriftsteller
- Raul M. Gonzalez (1930–2014), philippinischer Politiker
- Raúl Granjel (* 1987), kubanischer Straßenradrennfahrer
- Raúl Guerrón (* 1976), ecuadorianischer Fußballspieler

#### H
- Raul Hilberg (1926–2007), österreichisch-amerikanischer Historiker

#### I
- Raúl Iglesias (1933–2004), kubanischer Pianist und Musikpädagoge
- Raúl Isiordia (* 1952), auch „Cora“, mexikanischer Fußballspieler

#### J
- Raúl Jaurena (1941–2021), uruguayischer Musiker und Komponist
- Raúl Juliá (1940–1994), US-amerikanischer Schauspieler

#### K
- Raul Krauthausen (* 1980), deutscher Aktivist

#### L
- Raúl Alberto Lastiri (1915–1978), argentinischer Politiker
- Raul Leal (1886–1964), portugiesischer Schriftsteller
- Raúl Leoni (1905–1972), venezolanischer Politiker
- Raül López i Molist (* 1980), spanisch-katalanischer Basketballspieler
- Raúl Lozano (* 1956), argentinischer Volleyballtrainer

#### M
- Raul Mälk (* 1952), estnischer Diplomat
- Raúl Martínez Alemán (* 1971), kubanischer Ringer
- Raul Meireles (* 1983), portugiesischer Fußballspieler
- Raul Midón (* 1966), US-amerikanischer Singer-Songwriter
- Raúl Montenegro (* 1949), argentinischer Biologe
- Raul Must (* 1987), estnischer Badmintonspieler

#### N
- Raul Bragança Neto (1946–2014), Premierminister von São Tomé und Príncipe

#### O
- Raul Olle (* 1968), estnischer Skilangläufer

#### P
- Raúl Pizarro (* 1973), argentinischer römisch-katholischer Geistlicher und Weihbischof in San Isidro
- Raul Planas (1925–2001), kubanischer Sänger
- Raúl Prebisch (1901–1986), argentinischer Entwicklungsökonom
- Raúl Francisco Primatesta (1919–2006), argentinischer Erzbischof

#### Q
- Raúl Quevedo (1928/29–2007), mexikanischer Fußballspieler

#### R
- Raúl Ramírez (* 1953), mexikanischer Tennisspieler
- Raul Rekow (1954–2015), US-amerikanischer Rockmusiker und Perkussionist
- Raúl Rettig (1909–2000), chilenischer Politiker
- Raúl Reyes (1948–2008), kolumbianischer FARC-Vertreter
- Raúl Richter (* 1987), deutscher Schauspieler und Synchronsprecher
- Raúl Rivero (1945–2021), kubanischer Dichter, Journalist und Dissident
- Raúl Rojas (* 1955), mexikanischer Informatiker
- Raül Romeva i Rueda (* 1971), spanischer Politikwissenschaftler und Politiker
- Raúl Ruidíaz (* 1990), peruanischer Fußballspieler
- Raúl Ruiz (1941–2011), chilenisch-französischer Filmregisseur und Drehbuchautor
- Raul Rusescu (* 1988), rumänischer Fußballspieler

#### S
- Raul Santos (* 1992), österreichischer Handballspieler dominikanischer Herkunft
- Raul Seixas (1945–1989), brasilianischer Musiker
- Raúl Semmler (* 1984), deutscher Schauspieler, Drehbuchautor und Klimaaktivist
- Raúl Sendic (1925–1989), uruguayischer Guerilla-Führer und Politiker
  - sein ältester Sohn Raúl Fernando Sendic (* 1962), uruguayischer Politiker
- Raúl Servín (* 1963), mexikanischer Fußballspieler und -trainer
- Raul Siem (* 1973), estnischer Unternehmer, Jurist und Politiker
- Raúl Silva Henríquez (1907–1999), chilenischer Erzbischof
- Raul de Souza, eigentlich João José Pereira De Souza (* 1934), brasilianischer Jazzmusiker
- Raúl Spank (* 1988), deutscher Hochspringer
- Raul Augusto de Almeida Solnado (1929–2009), portugiesischer Komiker

#### T
- Raúl Tamudo (* 1977), spanischer Fußballspieler
- Raúl de Tomás (* 1994), spanischer Fußballspieler
- Raúl Turano (* 1978), argentinischer Radrennfahrer

#### V
- Raúl Vallejo (* 1959), ecuadorianischer Schriftsteller und Politiker
- Raúl Eduardo Vela Chiriboga (1934–2020), ecuadorianischer Erzbischof

#### W
- Raul Willfratt (* 2001), Schweizer Unihockeyspieler

#### Y
- Raul Yusupov, georg. Raul Usupowi (1980–2005), georgischer Ministerialangestellter

#### Z
- Raul Zelik (* 1968), deutscher Schriftsteller, Journalist, Übersetzer und Politikwissenschaftler
- Raúl Zurita (* 1950), chilenischer Dichter, Universitätsprofessor und Ingenieur